# 立田 (南国市)
立田（たてだ）は、高知県南国市の町丁。2015年3月31日現在の人口は1,210人。郵便番号は783-0091。本項ではかつて同区域に存在した香美郡立田村（たてだむら）についても記す。

## 地理
南国市の南東部、物部川の右岸、土佐くろしお鉄道阿佐線・立田駅の周辺にあたる。西で大埇・下野田、北で堀の内・蔵福寺村、南で田村・物部、東で香南市野市町深渕に接する。土佐くろしお鉄道阿佐線と高知県道13号高知空港線が東西に横断し、高知県道31号前浜植野線が南北に縦断する。高知県道13号から分岐した高知県道364号南国野市線が南東端を掠める。

### 河川
- 物部川

## 歴史
- 幕末 - 香美郡立田村が存在。「旧高旧領取調帳」の記載によると高知藩領。
- 明治4年7月14日（1871年8月29日） - 廃藩置県により高知県の管轄となる。
- 1889年（明治22年）4月1日 - 町村制の施行により、近世以来の田村が単独で自治体を形成。田村と一部事務組合を結成。
- 1942年（昭和17年）7月1日 - 立田村が田村・三島村と合併して日章村が発足。同村大字立田を新設。
- 1951年（昭和31年）9月30日 - 日章村が前浜村・長岡郡大篠村・三和村・稲生村・十市村と合併して長岡郡香長村が発足。同村大字立田となる。
- 1959年（昭和34年）10月1日 - 香長村が香美郡岩村・長岡郡後免町・野田村・岡豊村と合併して南国市が発足。同市立田となる。

## 交通

### 鉄道路線
土佐くろしお鉄道
- 阿佐線（ごめん・なはり線）
  - 立田駅

1974年まで土佐電気鉄道安芸線の立田駅・日章駅が所在。

### バス
高知東部交通
- 安芸 - 高知線
  - 県庁前（桟橋車庫） - はりまや橋 - 南国バイパス - JA高知病院 - 小篭通 - 後免町 - 野市龍河洞通 - 赤岡南町 - 夜須駅 - 手結 - 和食 - 安芸営業所 - 安芸ヤマト前 - 安芸駅

南国市コミュニティバス
- 前浜 - JA高知病院線
  -  : JA高知病院 - 南国自動車学校前 - 後免駅前 - 後免町 - 立田前浜通 - 田村 - 前浜車庫

### 道路
- 高知県道13号高知空港線
- 高知県道31号前浜植野線
- 高知県道364号南国野市線

## 施設
- 南国市立香南中学校
- 立田神社
- 伊気神社
- 大町神社
- 天満宮
- 金田寺
- 蔵福寺